# Französische Hybrid-Säckelblume
Die Französische Hybrid-Säckelblume (Ceanothus ×delilianus) ist eine Hybride im Artrang aus der Gattung der Säckelblumen (Ceanothus) in der Familie der Kreuzdorngewächse. Die als Zierstrauch verwendete Hybride entstand in Frankreich als Kreuzung der amerikanischen Arten Ceanothus americanus und Ceanothus coeruleus und gilt als winterhärteste Gartenform der Gattung.

## Beschreibung
Die Französische Hybrid-Säckelblume wächst als kleiner, aufrechter, lockerer, laubabwerfender bis immergrüner Strauch und wird bis 1,5 Meter hoch und breit. Die Hauptwurzel ist kräftig, wenig verzweigt, flach ausgebreitet.
Ihre kurz gestielten Laubblätter sind eiförmig, wechselständig, 4 bis 8 Zentimeter lang, oberseits dunkelgrün sowie auf den Adern behaart und unterseits heller sowie filzig behaart. Die dreinervigen Blätter sind gesägt und spitz.
Es werden end- oder achselständige, kurze Rispen gebildet. Die kleine Blüte des etwas frostempfindlichen Strauches erscheint am einjährigen Holz. Die violetten bis puderblauen Blüten erscheinen Juli bis Oktober.

## Standort als Zierpflanze
Die Französische Hybrid-Säckelblume benötigt leichte bis mittelschwere, kalkhaltige und gut abführende Böden an vollsonnigen, warmen, geschützten Standorten.